# Max V Karlsson
Max Albin Vesterlund Karlsson, även Max V. Karlsson, född 20 december 1994 i Rågsved, Stockholms kommun, är en svensk journalist.
Han jobbade tidigare på Hyresgästföreningen och var aktiv inom Sveriges Elevkårer. Karlsson gick 2019 Aftonbladets ledarskribentutbildning och har sedan dess skrivit ledartexter i tidningen. Karlsson arbetar som reporter på Dagens ETC sedan 2021. Han driver även ETC-podden "Tyckpressen".
Karlsson nominerades till både Guldspaden 2022 och Tidskriftsprisets Årets granskning 2023 för artikelserien "De uthängda tjejerna".